# 仏眼寺 (仙台市)

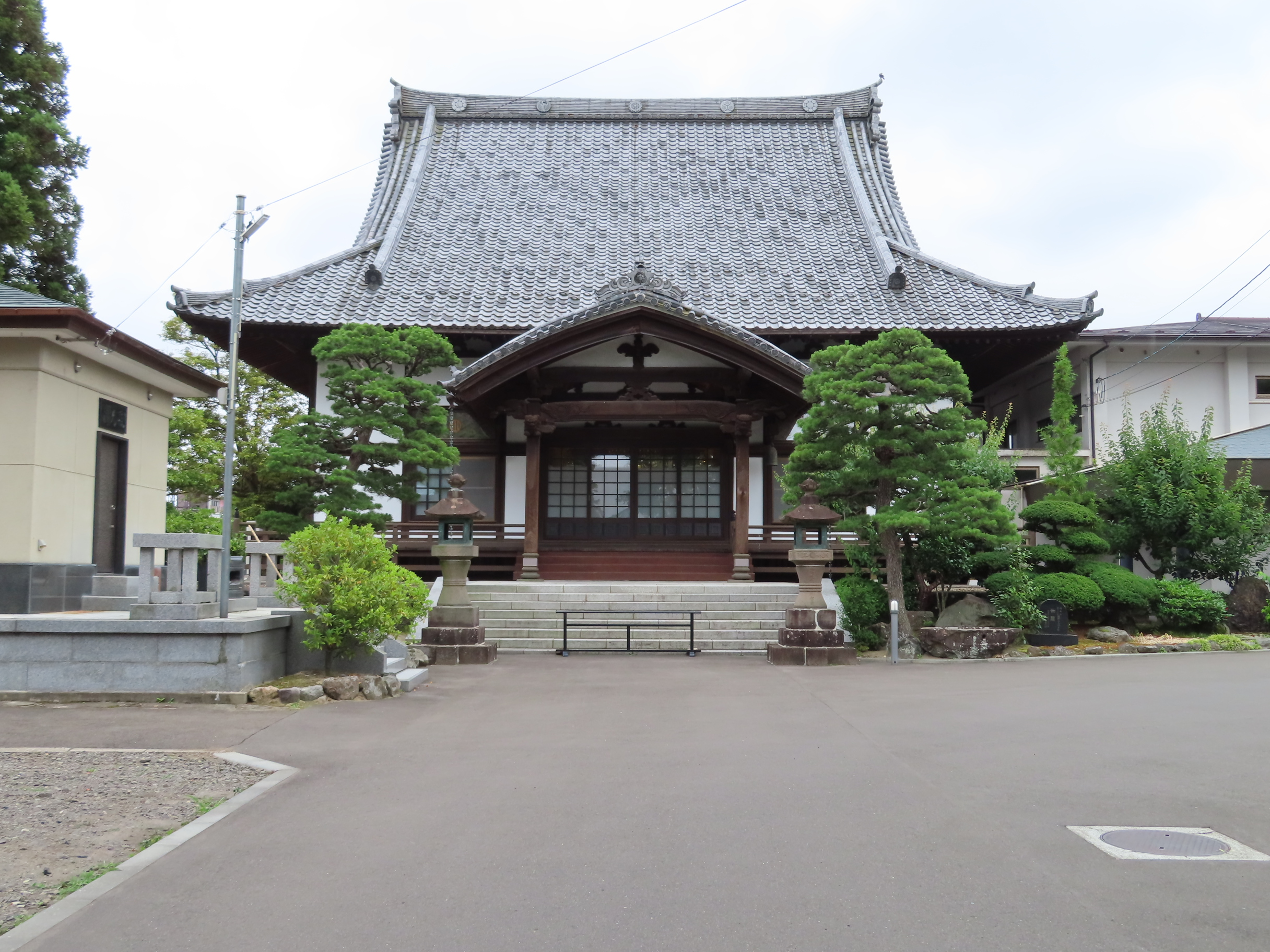
本堂

仏眼寺（佛眼寺）（ぶつげんじ）は、宮城県仙台市若林区に所在する日蓮正宗の寺院。山号は法龍山（ほうりゅうざん）。根檀家は江戸時代からの商人や武士を先祖とする家が多い。

## 沿革
- 1305年（嘉元3年） - 陸奥国信夫郡笹木野村（現福島県福島市笹木野）に建立される[1]。開基は日蓮正宗第3祖日目の弟子である日尊。
- 1674年（延宝2年） - 仙台藩・仙台城の城下町に移転。
- 1764年（明和元年） - 仙台に大石寺の末寺を建立しようとしたため、それに反対する他宗の僧侶や役人により、仙台法難が起こり、仏眼寺信徒も迫害を受ける。
- 1804年（文化元年） - 洞ノ口法難が起こる。
- 1928年（昭和3年） - 要法寺が仏眼寺は要法寺の末寺であると主張して勝訴する。
  - 当時の住職は信徒の助力で山門横に仮本堂を建てて仏眼寺の明渡を求める。
- 1943年（昭和18年） - 日蓮正宗に復帰する。
- 2005年（平成17年） - 創立700周年法要が行われる。

## 寺宝
伊達家所有の飛び曼荼羅（日蓮と弟子日興の合作）とそれを担いだ御輿が本堂天井に飾ってある。年に一回虫払い法要で拝観できる。
伝承飛び漫荼羅とは、本々は伊達家所有とされ、諸般の事情で質屋に流れていたが、仙台の大火の際、その蔵から飛び出し青葉山山中の松の枝に引っ掛かっていた。その後、火の流れが収まり、城に影響されなかった。それを知った伊達家当代が再び家宝の掛け軸とし重宝した。ちなみにこの説には漫荼羅偽作説と伝承偽造説があり、また日尊開基のためしばらく仏像や謗法物（日蓮正宗では謗法扱い）まであった。現在も灯篭に刻んだ石本尊が境内に見受けられる。

## 寺院周辺
- 仙台市立病院
- 仙台荒町郵便局

## アクセス
- 仙台市地下鉄南北線・五橋駅または愛宕橋駅より徒歩8分。隣接する昌傳庵とは荒町公園を介して往来可能。